# Список цыганских поселений
Список цыганских поселений — список территорий, на которых проживают цыгане.

Карта цыганского народа по всему миру
+ 1,000,000
+ 100,000
+ 10,000

Флаг цыганского народа

«Великий цыганский поход» начался в 1417 году:
| Страна, местность  | Год прибытия цыган |
| ------------------ | ------------------ |
| Трансильвания      | 1417               |
| Молдова            | 1417               |
| Саксония, Аугсбург | 1418               |
| Франция, Систерон  | 1419               |
| Италия             | 1422               |
| Испания, Арагон    | 1425               |
| Франция, Париж     | 1427               |
| Англия             | 1430               |
| Дания              | 1433               |
| Шотландия          | 1500               |
| Россия             | 1501               |
| Швеция             | 1513               |

Цыганский народ расселился по всему миру. В основном цыгане проживают в Европе. Они составляют значительную часть от населения разных стран.

## Территории расселения цыганских групп в России
По переписи 2002 г. на территории РФ проживало 182 766 цыган (28-е место по численности среди других народов России). По данным переписи населения 2010 года 205 тысяч человек назвали себя цыганами.
Численность цыган в мире составляет от 12 до 18 млн человек.
Согласно данным научного труда М. В. Смирновой-Сеславинской и Г. Н. Цветкова («Антропология социокультурного развития цыганского населения России») на территории России:
- 34,9 % цыган проживают в Южном федеральном округе;
- 25 % — в Центральном федеральном округе;
- 14 % — в Приволжском федеральном округе;
- 10,3 % — в Северо-Западном федеральном округе;
- 8,9 % — в Сибирском федеральном округе;
- 5,6 % — в Уральском федеральном округе;
- 1,3 % — в Дальневосточном федеральном округе.

Основные цыганские этнические группы и особенности их расселения на территории России:
| Цыганская этническая группа                | Особенности расселения | Области расселения на территории России |
| ------------------------------------------ | --- | --- |
| Русские (северорусские) цыгане             | Это носители северо-восточного диалекта. Проживают как небольшими дисперсными группами внутри русских посёлков, так и отдельными семьями в селе и особенно в городской среде.                                   | Псковская, Брянская области, северо-западная и северо-европейская части России (Ленинградская, Вологодская, Архангельская области), вся центральная Россия до Курска, Урал, Сибирь |
| Кэлдэра́ри                                  | Нововла́шская диалектная группа с заметным влиянием румынского языка. Живут отдельными компактными поселениями с краю (часто живут в стороне от населённых пунктов; численность в них может достигать 500 семей. | Ивановская область, Калужская область, Ленинградская область, Московская область, европейская и центральная части России, Западная Сибирь.                                         |
| Лова́ри                                     | Нововлашская диалектная группа. Предпочитают проживать в компактных посёлках расположенных в пригородах. | Европейская часть России. |
| Кишинёвцы                                  | (Это нововла́шская диалектная группа, близкая к диалекту кэлдэрарей, с украинскими включениями. Предпочитают жить небольшими группами домов внутри российских поселений.                                         | Южная часть России, Московская, Нижегородская области. |
| Сэ́рвы                                      | Это сэрви́цкая диалектная группа. Живут небольшими посёлками. | Южные области России (Белгородская, Воронежская, Курская, Ростовская, Волгоградская), Калужская, Московская, Тульская, Брянская, Орловская области, Самара                         |
| Вла́хи                                      | Живут компактными поселениями, небольшими слободками или отдельными домами внутри поселений окружения. | Ставрополье, Поволжье, Астрахань, Ростовская область, Краснодарский край, Северный Кавказ.                                                                                         |
| Крымские цыгане (кры́муря, кырыми́тика рома) | Балканская диалектная группа. | Крым, Ставропольский и Краснодарский край. |
| Молдавские цыгане, цыгане-молдаване        | Компактные поселения по 10-15 домов встречаются внутри российских сёл. | Расселены в различных областях России, преимущественно в европейской части. |

В 2021 году в России проживали от 220 тысяч до двух миллионов цыган. Правда, точной официальной статистики собрать невозможно — цыгане по-прежнему живут в ритме кочевников.
До мировой пандемии 2020 года цыган можно было встретить в крупных городах России, но во время пандемии в городах их стало меньше — они рассредоточились по областям (на время пандемии).
| Федеральный округ                   | Примечание |
| ----------------------------------- | --- |
| Центральный федеральный округ       | Проживают в большей части русские (северорусские) цыгане, лова́ри, кэлдэра́ри и молдавские цыгане (цыгане-молдаване). По областям: Белгородская область — в основном сэ́рвы (известные поселения: Белгород, Беломестное, Болховеце, Волоконовка), Брянская область — в большей части русские (северорусские) цыгане (известные поселения: Брянск, Большое Полпино, село Супонево, Троснянское сельское поселение, Выгонический район, Лопушское поселение, Красносельское поселение, Погарский район, Карачевский район, Клинцовский район, Доманичское сельское поселение, Рагозинское сельское поселение, Алтуховское городское поселение), Воронежская область — в основном сэ́рвы (известные поселения: Воронеж, Богучары, Борисоглебск, Новохоперск), Ивановская область — в основном кэлдэра́ри (известные поселения: Иваново, Авдотьино, Богданиха), Калужская область — в основном кэлдэра́ри и сэрвы (Калуга, деревни Белая, Трясь, Мишково, Козельский район, Воткинское сельское поселение Хвастовичского района, Кабицыно), Курская область (известные поселения: Курск, Обоянский район), Москва и Московская область — в основном кэлдэра́ри, сэрвы и кишиневцы (известные поселения: деревня рядом с Кутузовским проспектом, в пойме реки Каменка, Мытищи, Москва), Орловская область — в основном сэ́рвы (известные поселения: деревня Овсянниково, деревня Нижняя Лужна), Смоленская область — в большей части русские (северорусские) цыгане (известные поселения: Смоленск), Тамбовская область (известные поселения: Тамбов, Кузьмино-Гатьевское сельское поселение Тамбовского района, посёлок Кандауровский дом инвалидов, посёлке Калинин; Тверская область (известные поселения: Тверь, Кимры; Тульская область — в основном сэ́рвы (известные поселения: Тула, посёлок Плеханово Ленинского района, Калинин). |
| Северо-Западный федеральный округ   | Проживают в основном русские (северорусские) цыгане. По областям: Архангельская область — в основном русские (северорусские) цыгане (известные поселения: город Архангельск), Вологодская область — в основном русские (северорусские) цыгане и сэрвы (известные поселения: Вологда), Калининградская область (посёлок Дорожный), Ленинградская область — в основном русские (северорусские) цыгане и кэлдэра́ри (деревня Верхние Осельки), Псковская область — в основном русские (северорусские) цыгане (Псков). |
| Южный федеральный округ             | Проживают в основном кишиневцы и сэ́рвы. По областям: Астраханская область — в основном вла́хи (Астрахань), Краснодарский край — в основном крымские цыгане (кры́муря, кырыми́тика рома) и влахи, Крым — в основном крымские цыгане (кры́муря, кырыми́тика рома), Ростовская область — в основном сэ́рвы и влахи. |
| Северо-Кавказский федеральный округ | Проживают в основном вла́хи. Ставропольский край — в основном крымские цыгане (кры́муря, кырыми́тика рома) и влахи. |
| Поволжье                            | Проживают в основном вла́хи. По областям: Нижегородская область — в основном кишиневцы, Пензенская область (известные поселения: село Чемодановка), Самарская область — в основном сэ́рвы, Саратовская область (известные поселения: Саратов) |
| Уральский федеральный округ         | Проживают в основном русские (северорусские) цыгане. Тюменская область (известные поселения: Тюмень, Тобольск). |
| Сибирский федеральный округ         | Проживают в основном русские (северорусские) цыгане и кэлдэра́ри. Красноярский край (известные поселения: окрестности Минусинска), окрестности Ачинска, деревня Киндяково. |
| Дальневосточный федеральный округ   | (данных нет). |

См. также:
- Крымские цыгане
- Сибирские цыгане

## Список цыганских поселений по континентам и странам

### Австралия
Континент Австралия расположен в Восточном и Южном полушариях Земли. Это самый маленький (по площади) и самый засушливый материк Земли.
| Название страны | Примечание                                                                    |
| --------------- | ----------------------------------------------------------------------------- |
| Австралия       | Цыгане проживают в штатах: Новый Южный Уэльс, Квинсленд и Западная Австралия. |

Новый Южный Уэльс
Квинсленд
Западная Австралия

### Африка
Континент Африка является второй по площади материком после Евразии.
| Название страны                                           | Примечание                                                                                             |
| --------------------------------------------------------- | --- |
| Алжир (Алжирская Народная Демократическая Республика)     | В Алжире проживают две группы цыган: африкайя и кораксаны.                                             |
| Гамбия                                                    | В Африке цыгане встречаются в Гамбии.                                                                  |
| Египет (Арабская Республика Египет)                       | Цыгане в Египте говорят на языке домари и включают такие подгруппы, как Навар, Халеби и Гагар.         |
| Лесото (Королевство Лесото)                               | В Лесото проживают Рома.                                                                               |
| Либерия (Республика Либерия)                              | В Африке цыгане встречаются в Либерии.                                                                 |
| Ливия (Государство Ливия)                                 | В Ливии цыгане встречаются в Триполи.                                                                  |
| Марокко (Королевство Марокко)                             | В Африке цыгане встречаются в Марокко.                                                                 |
| Судан (Республика Судан)                                  | Цыгане в Судане говорят на Языке домари.                                                               |
| Тунис (Тунисская Республика)                              | Цыгане в Тунисе говорят на Языке домари. Родственные этнические группы: Дом люди, Народ навар, Кавлия. |
| Эфиопия (Федеративная Демократическая Республика Эфиопия) | В Эфиопии цыгане встречаются в Абиссинии.                                                              |

### Евразия
Евразия является самым большим континентом Земли, на котором проживает 70 % всего населения планеты.
| Страна               | Населённый пункт/Примечание |
| -------------------- | --- |
| Австрия              | Большая часть цыган проживает в сельской местности Бургенланда. Также цыгане живут в Вене и в восточной части страны |
| Азербайджан          | Азербайджанских цыган называют карачи́ . Поселения цыган есть в Губе, Гёйчае, Агдаше, Хачмазе, Гахе и других районах страны. |
| Албания              | Цыгане в Албании живут по всей стране, но большая их часть проживает в городах: Тирана, Фиери, Берат, Гирокастра, Корча |
| Армения              | Сегодня в Армении цыгане живут в Ереване (районы Сари Тах, Канакер-Зейтун, Норк-Мараш), в Гюмри, в Нор-Харберде. |
| Афганистан           | Среднеазиатские цыгане проживают в южном Афганистане. |
| Беларусь             | Цыгане проживают в Гомельской, Гродненской, Могилёвской, Витебской областях. |
| Бельгия              | Цыгане проживают в окрестностях города Гент (Фламандский регион Бельгии). |
| Болгария             | Цыгане проживают на территории всей Болгарии, а самый большой цыганский квартал находится в Пловдиве. |
| Босния и Герцеговина | Цыгане проживают в Бихаче, Баня-Луке, Биелине, Брчко, Високо, Градишке), Живинице, Какани, Конице, Лукаваце, Мостаре, Сараево, Тузле и других городах. |
| Великобритания       | Цыгане проживают на всей территории страны: в Англии, в Уэльсе, в Шотландии и в Северной Ирландии. |
| Венгрия              | Цыгане проживают на всей территории страны, но самые большие число цыган находится в Боршод-Абауй-Земплен и Сабольч-Сатмар-Берег. |
| Германия             | В Германии численность цыган составляет около 150000 человек. В Гейдельберге находится Центр документации и культуры немецких цыган. |
| Греция               | В Греции цыгане живут на территории всей страны. |
| Грузия               | Большая часть цыган проживают в Тбилиси, Ахалкалаки, Ахалцихе, Шулавере, Марнеуле. |
| Дания                | В Дании проживает около 10 000 цыган. |
| Египет               | В Египте проживает более 1 миллиона цыган. |
| Израиль              | В основном проживают в деревнях вокруг Иерусалима, в Восточном Иерусалиме, Иудее, Секторе Газа. |
| Индия                | В Индии проживает около 200 тысяч цыган .Большая часть цыган проживает в северных и восточных районах Индии, расположенных ближе к границе страны. |
| Иордания             | Основная статья: Население Иордании [ 83 ] |
| Ирак                 | Основная статья: Дом (цыгане) |
| Иран                 | Основная статья: Дом (цыгане) См. также: Люли |
| Ирландия             | Основная статья: Кале (цыгане) |
| Испания              | Цыгане проживают на всей территории Испании. |
| Италия               | Наибольшее количество цыган проживает в городах: Рим, Милан и Неаполь. |
| Казахстан            | Численность цыган в Казахстане в 2013 году составляла 4,1 тыс. человек. |
| Кипр                 | На Кипре проживает около 700 цыган. |
| Кыргызстан           | Большая часть проживает на юге страны. |
| Китай                | Цыгане проживают в провинции Ганьсу. |
| Латвия               | По состоянию на 1 января 2022 года численность цыган в Латвии составляла 4784 человека. Из них 1,5 % проживают в Вентспилсе. |
| Ливан                | Цыгане в основном проживают в Бейруте. |
| Литва                | По данным 2011 года цыгане составляют 0,06 % населения Литвы. Большая часть проживает в Вильнюсском, Каунасском, Шяуляйском уездах. |
| Молдова              | Цыган в Молдавии около 12 тысяч. |
| Нидерланды           | На территории Нидерланд проживают в основном цыгане этнической группы синти. |
| Норвегия             | В Норвегии проживает незначительное число цыган (менее чем 0,5 % от всего населения страны). |
| Польша               | Большая часть польских цыган проживает в городах: Варшава, Познань, Лодзь, Краков, Вроцлав, Мелец, Пулавы. |
| Португалия           | Основная статья: Кале (цыгане) [ 99 ] |
| Северная Македония   | В Северной Македонии проживают 54 тысячи цыган. В муниципалитете Шуто-Оризари северной части столицы Скопье большую часть населения составляют цыгане. |
| Россия               | Цыгане проживают на территории всей страны. Большая часть цыган проживают в Европейской части страны и на Урале. Более подробная информация в разделе «Территории расселения цыганских групп в России». |
| Румыния              | Цыгане проживают на территории всей страны и составляют 2,5 % населения. Большая часть цыган проживают в столице Бухаресте, в жудецах: Бакэу, Бихор, Дымбовица, Долж, Кэлэраши, Муреш, Клуж. |
| Сербия               | Цыгане проживают в городских кварталах Белграда, Нови-Сада Панчева, Смедерево, Крагуеваца. |
| Северная Македония   | В муниципалитете Шуто-Оризари цыгане составляют большую часть населения (2002 год 76,6 %). |
| Сирия                | Большая часть цыган живут в Алеппо, Дамаске, Хомсе и Латакии. |
| Словакия             | По данным переписи населения 2011 года цыгане составляют 2 % населения страны. Самым крупным цыганским гетто в Европе считается город Кошице. |
| Словения             | По данным переписи населения 2002 года в Словении проживало 3246 цыган. |
| Таджикистан          | Проживают среднеазиатские цыгане-люли. |
| Туркменистан         | Основная статья: Люли |
| Турция               | Цыгане в основном проживают в Восточной Фракии, Мраморноморском регионе, Эгейском регионе. Города с высоким процентом цыган: Стамбул, Эдирне. |
| Украина              | В Украине большая часть цыган проживает в Закарпатской области (14 004 человек). |
| Узбекистан           | Проживают среднеазиатские цыгане-люли («мультони» или «мультани»). |
| Финляндия            | Большинство цыган проживают в южной части Финляндии и ведут оседлый образ жизни. |
| Франция              | В 2010 году во Франции проживало более 400 тысяч цыган. |
| Хорватия             | Большинство цыган проживает в районах Меджимурска, Осьечко-Бараньска, Сисачко-Мославачка, в городе Загреб. |
| Черногория           | По данным переписи населения 2003 года в Черногории цыгане составляют 0,4 % населения страны. По состоянию на 2001 год 51,4 % цыган жили в Подгорице (10 800 человек), 20 % — в Никшиче (4200 человек). Другие города, в которых проживают цыгане: Цетинье (5,23 %), Улцинь (4,52 %), Херцег-Нови (3 %), Котор (2,47 %), Биело-Поле (2,28 %), Беране (1,9 %), Рожае (1,8 %), Даниловград (1,76 %), Тиват (1,67 %), Бар (1,34 %), Будва (0,86 %), Плав (0,80 %), Жабляк (0,38 %), Колашин (0,28 %), Мойковац (0,23 %). |
| Чехия                | Большая часть цыган проживают в Моравскосилезском крае, Устецком крае, Праге, Брно. |
| Швейцария            | По данным Совета Европы за 2012 год в Швейцарии живёт около 30000 цыган, по неофициальным данным — 80000-100000 человек. |
| Швеция               | В начале XXI века в Швеции проживало около 3000 цыган. |
| Шри-Ланка            | Цыгане Шри-Ланки ведут кочевой образ жизни. Община разбросана по Анурадхапуре, Путталаму, Моратуве, Галгамуве и другим районам Шри-Ланки. |
| Эстония              | В Эстонии по данным 2011 года самые большие общины цыган проживает в Валгамаа (113 человек) и Ида-Вирумаа (92 человека). Цыгане также проживают в Тартуском, Пярнумаа и Харьюском уездах. |

### Северная Америка
Северная Америка расположена на севере Западного полушария Земли.
| Страна                    | Населённый пункт/Примечание |
| ------------------------- | --- |
| Гренада                   | В 2006 году в Гренаде состоялся первый саммит женщин-цыганок                                                                         |
| Канада                    | В Канаде живут в основном цыгане-рома. Многие эмигрировали из Чехии после 2020 года.                                                 |
| Мексика                   | Упоминание о Мексике есть в универсальной научно-популярной энциклопедии «Энциклопедия Кругосвет» в статье «Цыгане».                 |
| Соединённые Штаты Америки | Цыгане проживаю в Калифорнии, Техасе, Чикаго, Нью-Йорке, Лос-Анджелесе, Арканзасе, Мичигане, Орегоне, Западной Вирджинии, Кливленде. |

### Южная Америка
Южная Америка расположена на юге Западного полушария Земли.
| Страна   | Населённый пункт/Примечание |
| -------- | --- |
| Бразилия | Проживают в Бразилии цыгане кале, калдераш, мачвайя, ксораксан, бояш. Некоторая часть их ведёт кочевой образ жизни, другие осели в больших городах, занимаясь автомобильным бизнесом и другими видами торговли. |
| Колумбия | Цыгане проживают в крупных и средних городах страны. |
| Уругвай  | [ 135 ] |
| Чили     | Многие цыгане Чили ведут кочевой образ жизни. |

### Фото и изображения цыганских поселений

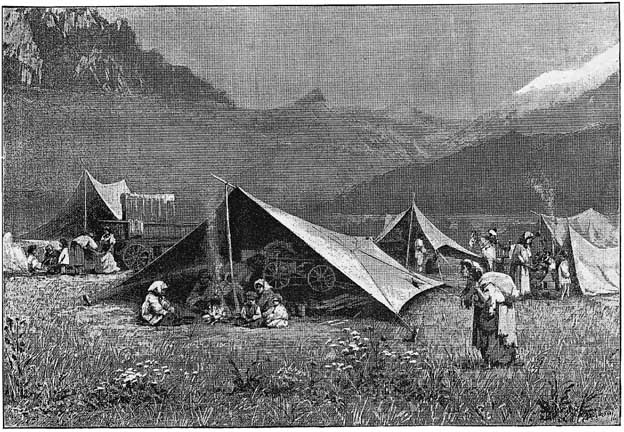
Палатка русских цыган на Кавказе. Зарисовка Козачинского. 1890 год
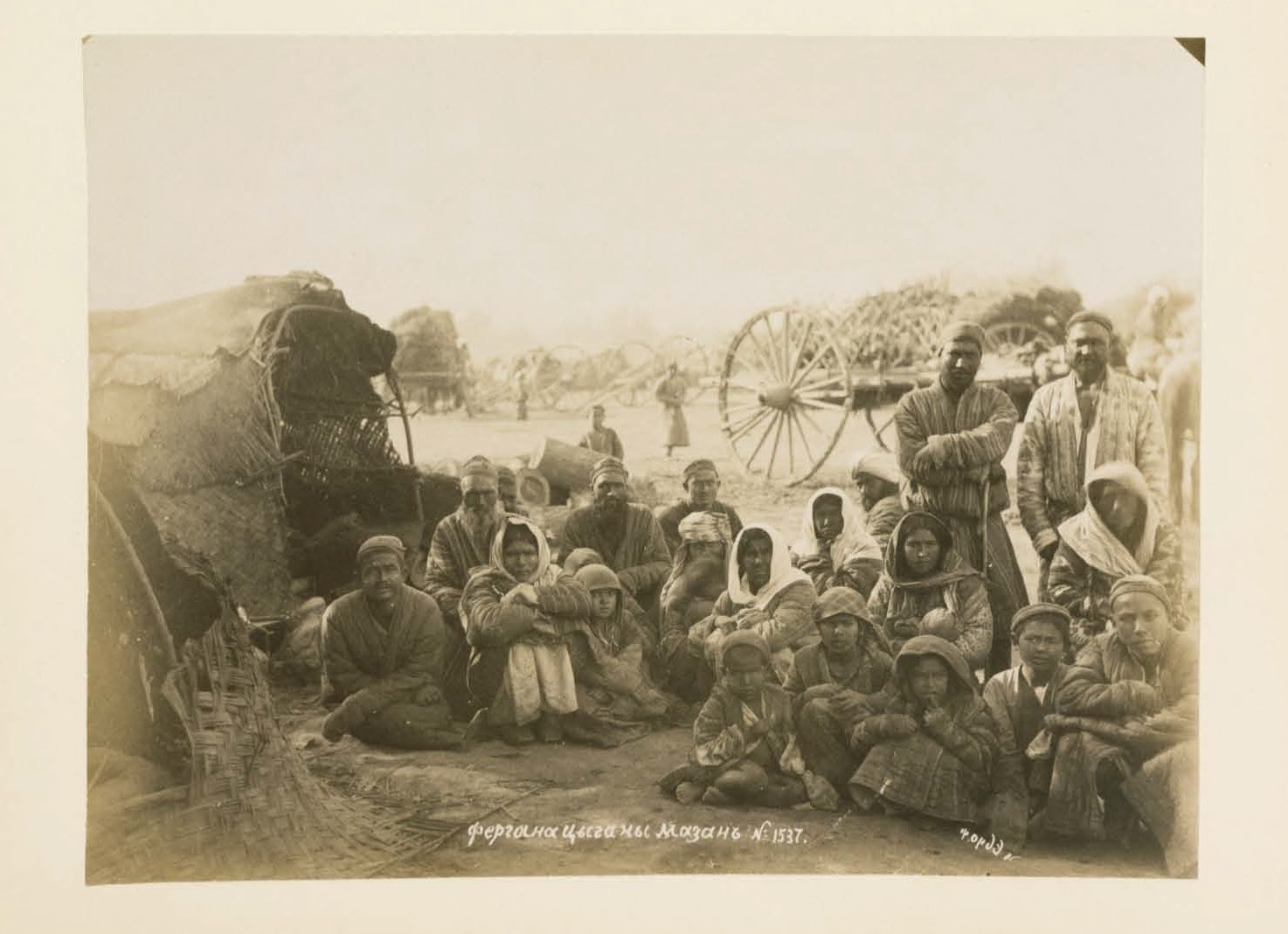
Фергана. Цыгане маза. Ордэн, 1880-е. Альбом.1-4. Кавказ и Ср.Азия
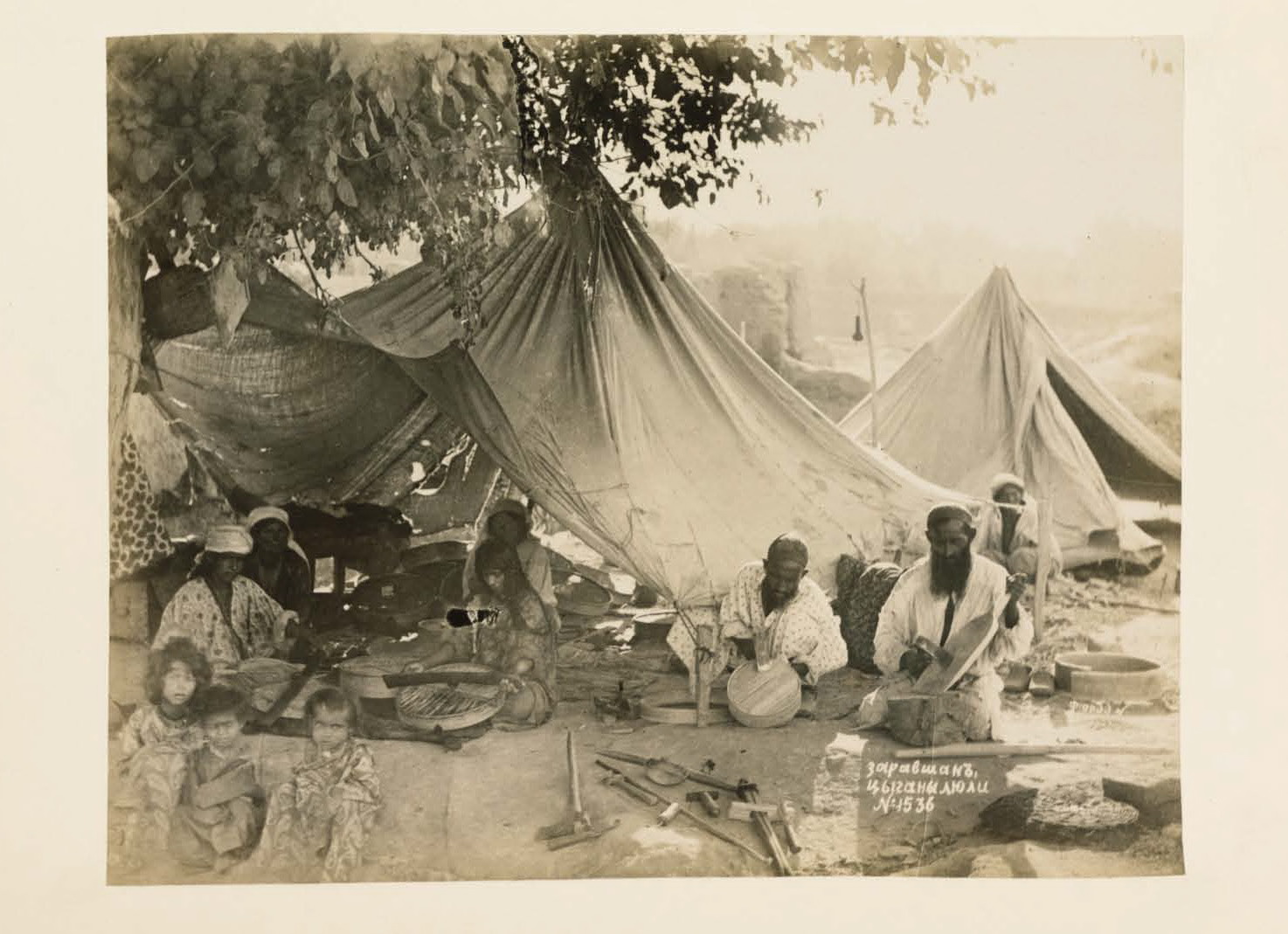
Заравшан. Цыгане люли,1880-е гг. Альбом.1-4. Кавказ и Ср.Азия
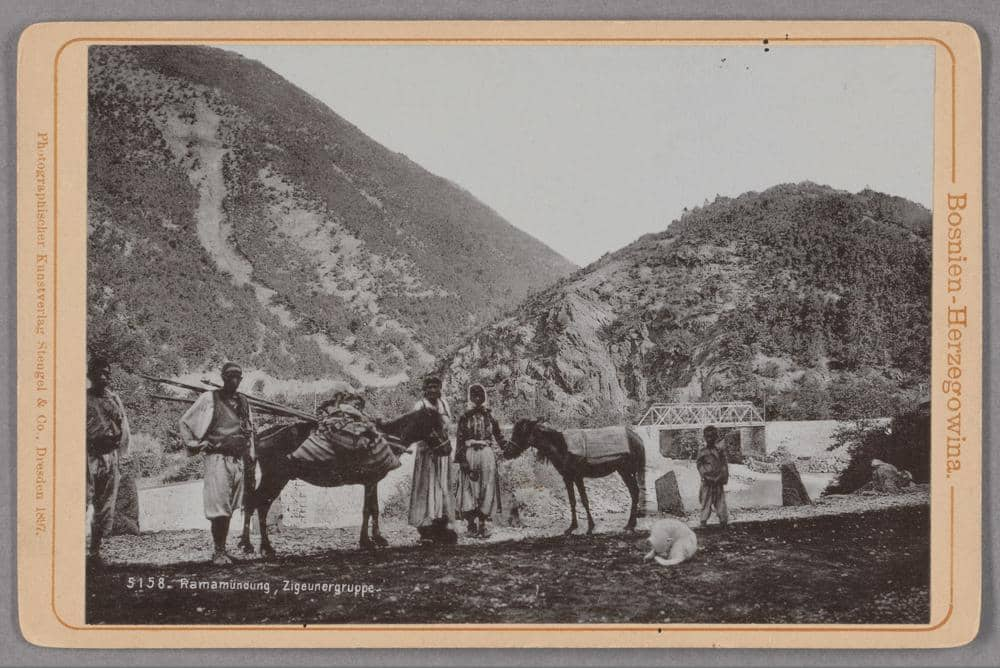
Цыганский народ в Боснии и Герцеговина (Roma people in Bosnia and Herzegovina), 1897 г.
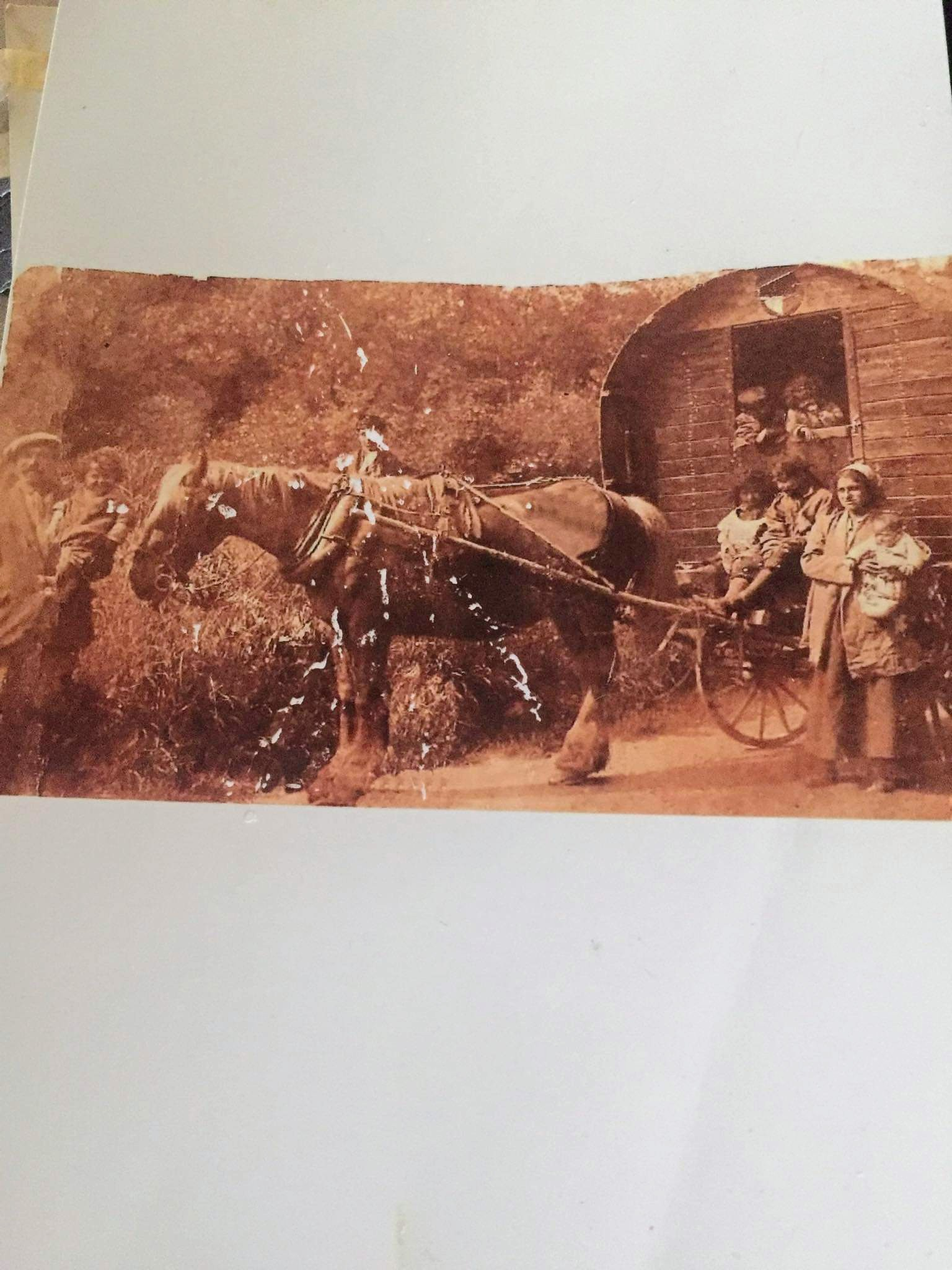
Цыганская семья Лостич, Англия (Lostitch gypsy famil England)
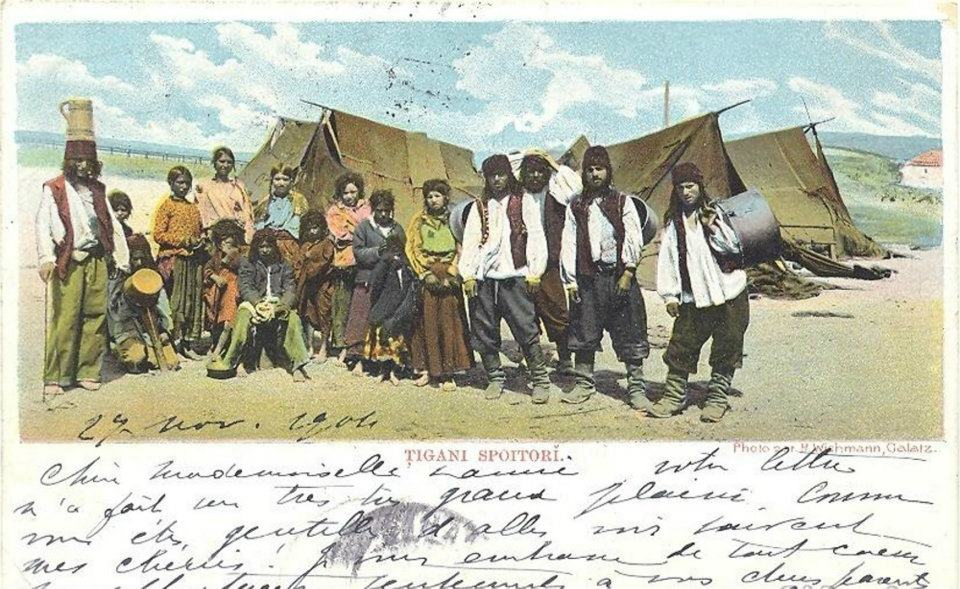
Цыганский табор в Румынии
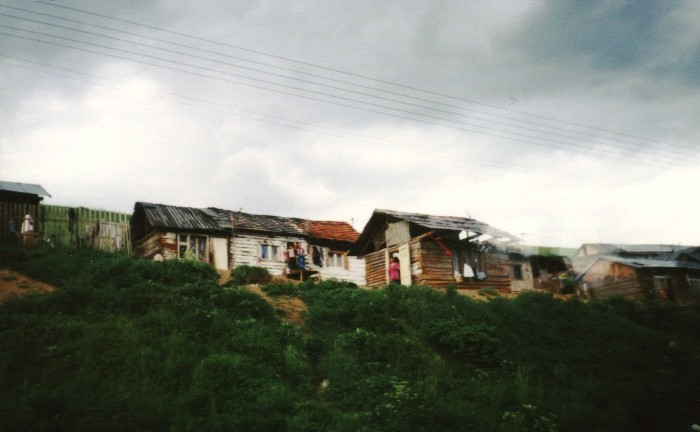
Деревня цыган в Словакии
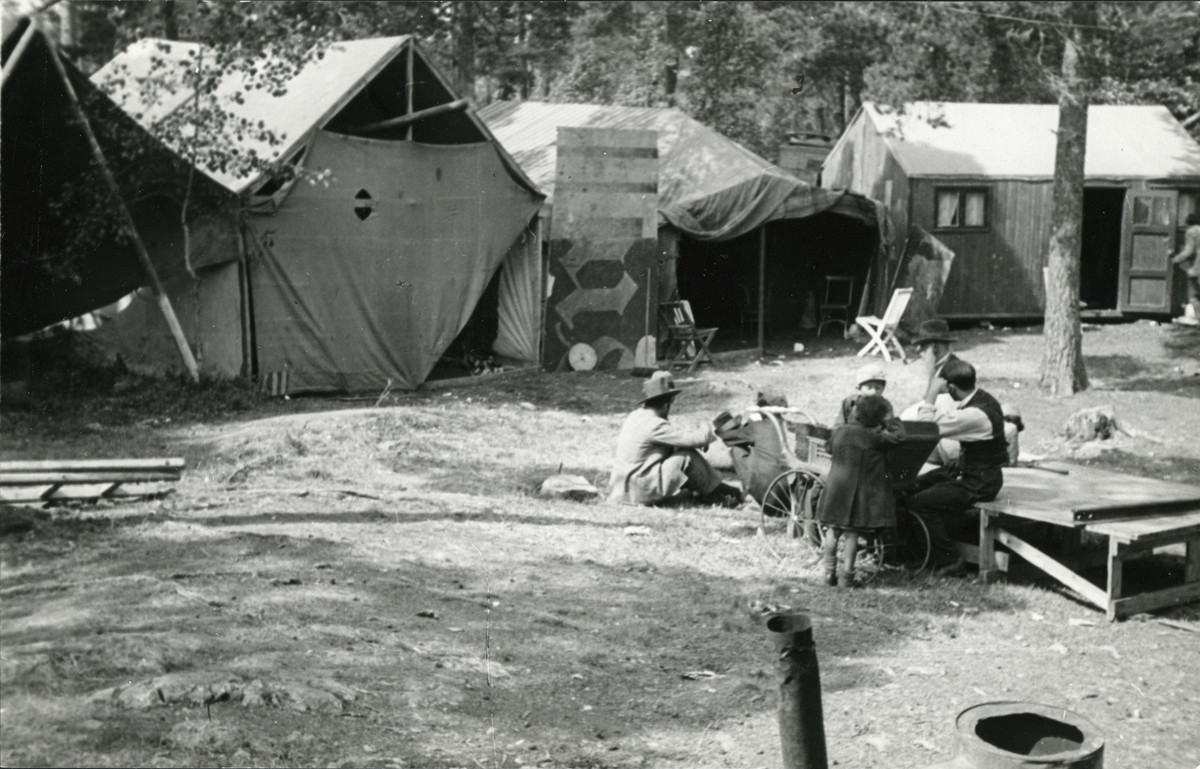
Поселение цыган
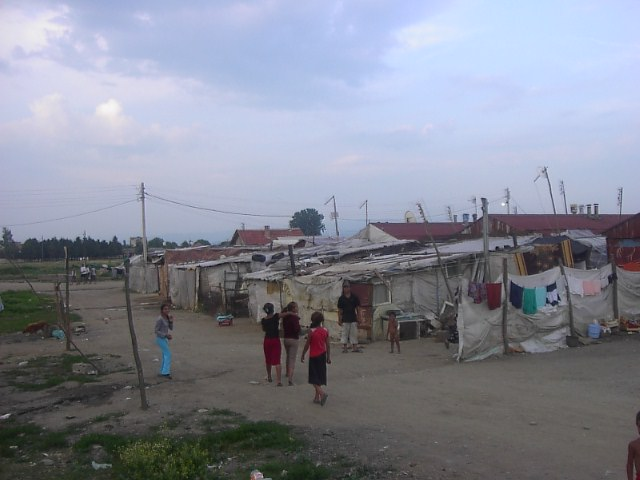
Цыганский лагерь в Косово, 2003
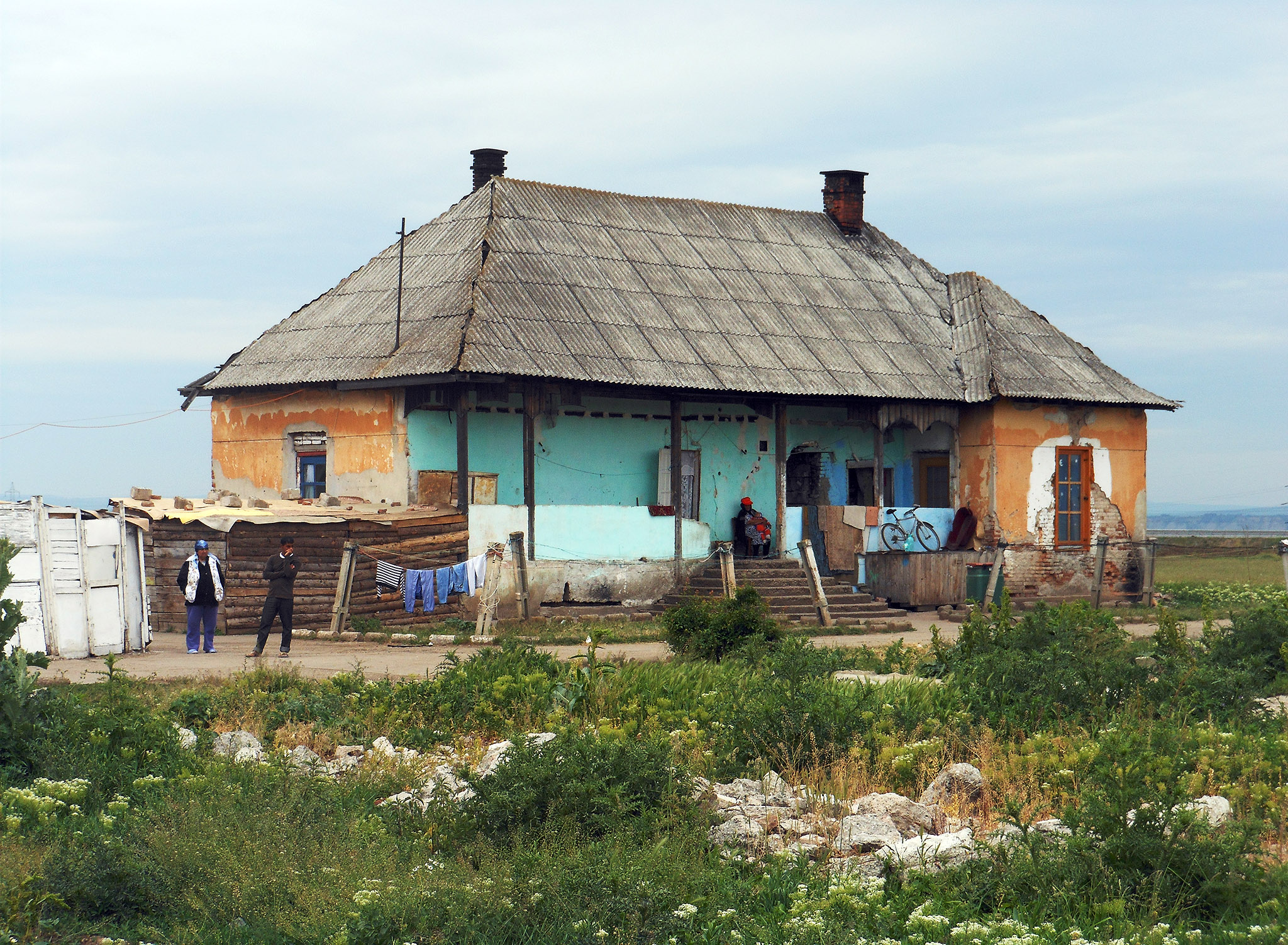
Цыганская деревня в Румынии
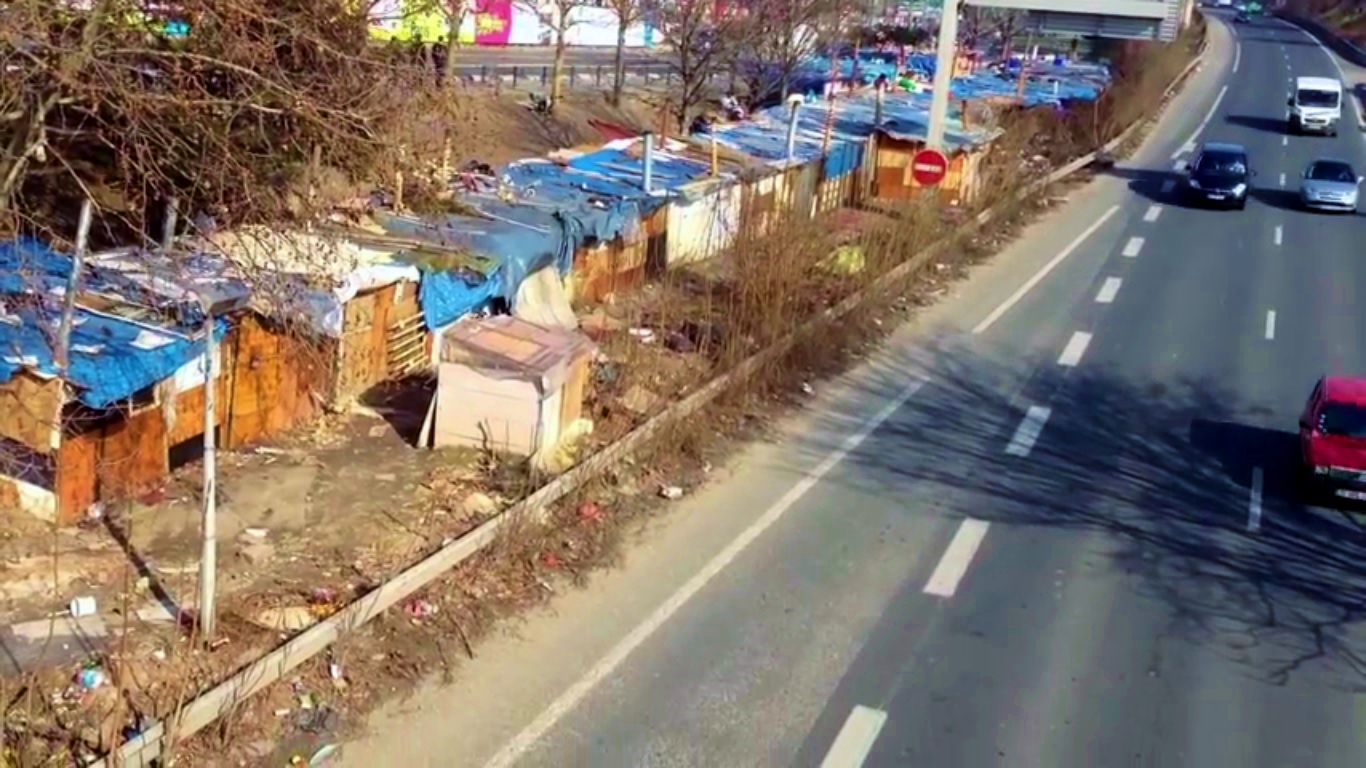
Лагерь рома Сен-Дени, Франция
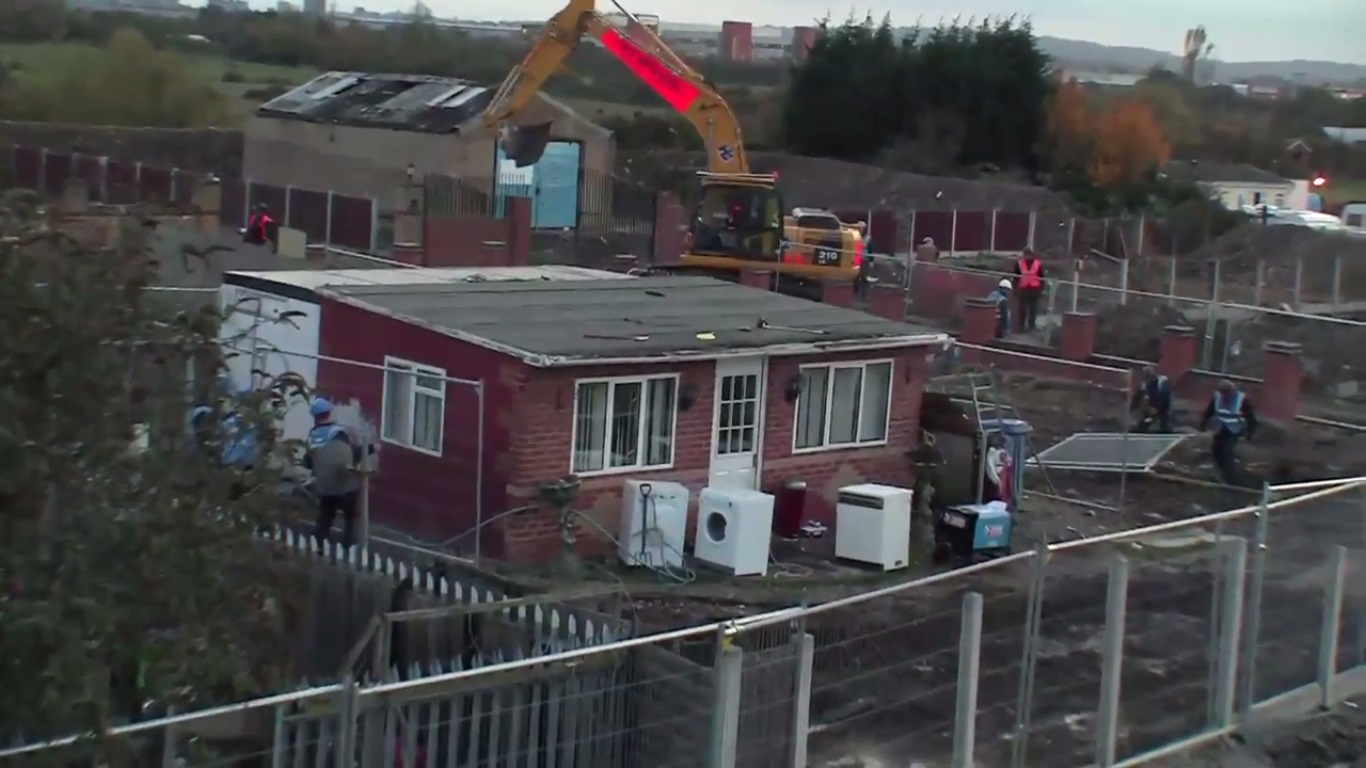
Снос фермы Дейл, 2011